# Гулаг
Гулаг (рус. ГУЛаг — ГУЛАГ) је била владина агенција која је управљала главним совјетским системом логора за принудни рад. У овим логорима су се налазили осуђеници разноликог типа, од ситних криминалаца, до политичких затвореника, али велики број њих је осуђен по поједностављеним скраћеним процедурама, попут НКВД тројки и других инструмената вансудског кажњавања, и гулази су признати као главни инструмент политичке репресије у Совјетском Савезу.
ГУЛаг је скраћеница од Главна управа за логоре и колоније поправног рада (рус. Главное управление исправительно-трудовых лагере́й и колоний) НКВД-а. Ова управа је званично основана 25. априла 1930. а укинута 13. јануара 1960.Временом је, по метонимији, израз гулаг почео да се користи за целокупан систем казненог рада у СССР.
Александар Солжењицин, добитник Нобелове награде за књижевност 1970. је овај израз учинио познатим у западном свету објављивањем своје књиге Архипелаг гулаг 1973. године. Књига је правила везу између ових разбацаних логора и „ланца острва“ и описивала гулаге као систем где су људи приморавани да раде до смрти.Неки научници се слажу са овим становиштем,док други сматрају да гулази нису били ни велики, нити смртоносни као што се често приказује,и да нису у себи имали логоре смрти, иако је током неких периода њихове историје, у овим радним логорима смртност била висока.
У марту 1940, је постојало 53 засебна логора и 423 радне колоније у СССР.Многи од главних индустријских градова у руском Арктику, као што су Нориљск, Воркута, и Магадан, су некада били логори које су изградили затвореници а којима су управљали бивши затвореници.

## Кратка историја
Политбиро је 27. јуна 1929. почео да ствара независан систем логора, који је требало да замени постојеће заточеничке центре широм земље. Требало је да прихвате затворенике осуђене на казну затвора преко три године. Они који су осуђени на краћу затворску казну морали су да остану у затворском систему, којим је управљао НКВД. Сврха стварања нових логора била је да се радни ресурси лица на издржавању казне искористе за колонизацију удаљених и неповољних земаља широм Совјетског Савеза. Стварање велике мреже логора паралелно је са почетком колективизације и индустријализације. Присилна колективизација пољопривреде довела је до репресије над сељацима, посебно међу њиховим имућним слојем - кулацима. Термин "кулак" би такође постао повезан са сваким ко се противио или је био осумњичен да је незадовољан совјетском влашћу. То је довело до тога да је у прва четири месеца одузимања имовине 60.000 људи послато у логоре.
14 милиона људи је прошло кроз гулаг „радне логоре“ од 1929. до 1953, додатних 6 до 7 милиона је депортовано и послато у егзил у удаљене крајеве СССР, а још 4-5 милиона је прошло кроз „радне колоније“, што је значило служење краћих (мање од 3 године) временских казни.Укупно становништво у логорима је варирало од 510.307 (1934) до 1.727.970 (1953).Према студији совјетске архивске грађе из 1993, укупно 1.053.829 људи је умрло у гулазима од 1934. до 1953.Ове процене искључују оне који су умрли убрзо након пуштања, а чије смрти су биле последица суровог третмана у логорима;такви случајеви су били чести.Студије које узимају у обзир и ове случајеве за исти временски период наводе број од 1.258.537, уз процењених 1,6 милиона од 1929. до 1953.
Већина затвореника у гулазима нису били политички затвореници, мада је њихов удео био значајан.Људи су могли да заврше у гулагу због дела као што су ситна крађа или причање вицева о владиним званичницима.Око половине политичких затвореника су послати од стране Комунистичке партије Совјетског Савеза у Гулаг логоре без суђења; званични подаци наводе више од 2,6 милиона затворских казни у случајевима које је истраживала тајна полиција у периоду од 1921. до 1953.Гулаг логори су драстично смањени након Стаљинове смрти 1953. године. Међутим, политички затвореници су остали присутни у Совјетским затворима и у доба Горбачова.

## Познати затвореници у гулазима
- Александар Солжењицин
- Владимир Николајевич Петров
- Николај Хетман
- Николај Тимофејев-Ресовски
- Сергеј Корољов
- Варлам Шаламов
- Јусиф Вазир Чаманзаминли
- Валтер Чисек